# مارماهی پوزه‌اردکی دانا
مارماهی پوزه‌اردکی دانا (نام علمی: Nessorhamphus danae) نام یک گونه از سرده مارماهی‌های پوزه‌اردکی است.